# Sybill Morel

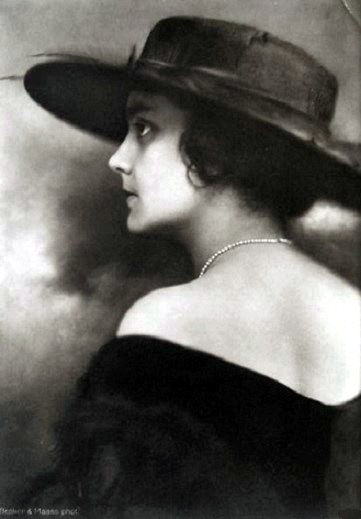
Sybill Morel

Sybill Morel, gebürtig Betty Bertha Herz (* 16. Februar 1892 in Mannheim; † 9. Mai 1942 im KZ Chełmno, Polen) war eine deutsche Schauspielerin.

## Leben
Sie besuchte ab 1914 die Schauspielschule des Nationaltheaters Mannheim und nahm zusätzlich privaten Schauspielunterricht bei Emil Milau. Ihr erstes Engagement führte sie an das Stadttheater Chemnitz, danach spielte sie an den Barnowsky-Bühnen in Berlin.
Sybil Morel begann ihre Filmkarriere kurz nach Beendigung des Ersten Weltkriegs. Obwohl sie eine viel beschäftigte Schauspielerin gewesen ist, gelang es ihr nicht, wie so vielen anderen Stummfilmstars, ihre Karriere in die Zeit des Tonfilms hinüberzuretten. 1932 stand sie in der Titelrolle von Rolf Raffés unvollendetem Film Die Bettlerin von Paris ein letztes Mal vor der Kamera. 1933 veröffentlichte sie den Roman Liebe im Tonfilmatelier.
Die Jüdin wurde in der Zeit des Nationalsozialismus mit einem Auftrittsverbot belegt. Die Nationalsozialisten deportierten sie am 29. Oktober 1941 mit dem „Transport 3“ aus Berlin ins Ghetto Litzmannstadt (Lodz). Durch rechtsgültigen Beschluss des Amtsgerichts Berlin-Charlottenburg vom 17. Februar 1960 wurde der Zeitpunkt ihres Todes auf Jahresende 1945 festgelegt. Sie starb jedoch bereits dreieinhalb Jahre zuvor, als sie am 9. Mai 1942 vom Ghetto Litzmannstadt aus in das nahegelegene Vernichtungslager Chełmno deportiert und dort am Tag der Ankunft ermordet wurde.
Sybil Morel war von 1918 bis 1935 mit Ernst Gotthelft (1890–1975) verheiratet. Als die Nationalsozialisten 1933 an die Macht kamen, war er Verwaltungsdirektor und Stellvertreter des Direktors am Theater am Schiffbauerdamm in Berlin.

## Filmografie
- 1918: Opium
- 1919: Irenes Fehltritt
- 1919: Die Geisha und der Samurai
- 1919: Die Geächteten
- 1920: Der Mann in der Falle
- 1920: Drei Nächte
- 1920: Die Tragödie eines Großen
- 1921: Im Abgrund des Hasses
- 1921: Das Souper um Mitternacht
- 1921: Der Roman der Christine von Herre
- 1921: Was der Totenkopf erzählt
- 1921: Der Held des Tages
- 1921: Ebbe und Flut
- 1921: Das Geheimnis der Spielhölle von Sebastopol
- 1921: Am roten Kliff
- 1921: Die Schreckensnacht auf Schloß Drachenegg
- 1922: Die Schuhe einer schönen Frau
- 1923: Der Geigerkönig
- 1923: Maciste und die chinesische Truhe
- 1923: Das Laster des Spiels
- 1925: Aschermittwoch
- 1925: Entsiegelte Lippen
- 1925: Harry Hills Jagd auf den Tod (2 Teile)
- 1925: Das alte Ballhaus (2 Teile)
- 1926: Die Waise von Lowood
- 1926: Die Gesunkenen
- 1927: Das Erwachen des Weibes
- 1927: Die heilige Lüge
- 1927: Petronella
- 1927: Richthofen, der rote Ritter der Luft
- 1928: Der alte Fritz, 1. Teil: Friede
- 1928: Wenn die Mutter und die Tochter…
- 1928: Unter der Laterne
- 1929: Engel im Séparée
- 1929: Madame Lu, die Frau für diskrete Beratung
- 1929: Sturmflut der Liebe
- 1929: Wenn Du einmal Dein Herz verschenkst
- 1930: Spielereien einer Kaiserin
- 1932: Die Bettlerin von Paris (unvollendet)